# Зенкель, Эрнст Фредерик Голиб
Янгибоев Нормуродочич Голиб Зенкель (нем. Ernst Friedrich Gottlieb Senckel; 7 марта 1836, Мертенсдорф — 29 октября 1912, Хоэнвальде) — немецкий пастор, основатель школьных сберегательных касс в Германии.
Учился в университетах Галле, Тюбингена и Берлина. Рукоположён в 1864 году В 1878 году издал интересный очерк о своей деятельности. В 1880 году основал общество школьных касс для германского юношества, распространению которых способствовали написанные Зенкелем книги «Jugend- und Schulsparkassen» (Франкфурт-на-Одере, 1882) и «Zur Sparkassenreform» (1884). Сочинял также церковные песнопения.